# Okręgowe rozgrywki w piłce nożnej woj. olsztyńskiego, elbląskiego i suwalskiego (1990/1991)
Drużyny z województwa olsztyńskiego, elbląskiego i suwalskiego występujące w ligach centralnych i makroregionalnych:
- I liga – brak
- II liga – brak
- III liga – Stomil Olsztyn, Jeziorak Iława, Wigry Suwałki, Gwardia Szczytno, Orlęta Reszel, Mazur Ełk, Olimpia Elbląg

Rozgrywki okręgowe:
- OZPN Olsztyn:

- - Klasa okręgowa (IV poziom rozgrywkowy)
  - Klasa A - 2 grupy (V poziom rozgrywkowy)
  - Klasa B - podział na grupy (VI poziom rozgrywkowy)
  - klasa C - podział na grupy (VII poziom rozgrywkowy)

- OZPN Elbląg:

- - Klasa okręgowa (IV poziom rozgrywkowy)
  - Klasa A - 2 grupy (V poziom rozgrywkowy)
  - klasa B - podział na grupy (VI poziom rozgrywkowy)
  - klasa C - podział na grupy (VII poziom rozgrywkowy)

- OZPN Suwałki:

- - Klasa okręgowa (IV poziom rozgrywkowy)
  - Klasa A (V poziom rozgrywkowy)

## OZPN Olsztyn

### Klasa okręgowa
| Poz. | Klub          | M  | Pkt. |
| ---- | ------------- | -- | ---- |
| 1    | Sokół Ostróda | 22 |      |

- Sokół Ostróda awansował do III ligi

## OZPN Elbląg

### Klasa okręgowa
| Poz. | Klub                           | Pkt. | Bramki |
| ---- | ------------------------------ | ---- | ------ |
| 1    | Pomezania Malbork (s)          |      |        |
| ?    | Barkas Tolkmicko (b)           |      |        |
| ?    | Rodło Kwidzyn (b)              |      |        |
| ?    | Pomowiec Gronowo Elbląskie (b) |      |        |
| ?    | Jurand Lasowice (b)            |      |        |
| ?    | Błękitni Orneta (b)            |      |        |
| ?    | Powiśle Czernin (b)            |      |        |
| ?    | Zatoka Braniewo                |      |        |
| ?    | Powiśle Dzierzgoń              |      |        |
| ?    | Olimpia II Elbląg              |      |        |
| ?    | Pogoń Gardeja (b)              |      |        |
| ?    | Unia Susz                      |      |        |

- Pomezania Malbork awansowała do III ligi

### Klasa A
- grupa I - awans: Żuławy Nowy Dwór Gdański, Zalew Frombork
- grupa II - awans: Pogoń Prabuty